# Печенское
Печенское — пресноводное озеро на территории Янегского сельского поселения Лодейнопольского района Ленинградской области.

## Общие сведения
Площадь озера — 0,8 км², площадь водосборного бассейна — 15,8 км². Располагается на высоте 94,9 метров над уровнем моря.
Форма озера лопастная. Берега изрезанные, каменисто-песчаные, местами заболоченные.
Из юго-восточного залива Печенского озера вытекает река Шапша, впадающая в реку Оять, левый приток Свири.
На восточном берегу водоёма располагается деревня Печеницы, к которой подходит дорога местного значения 41К-639 («Комбаково — Шапша — Печеницы»).
Код объекта в государственном водном реестре — 01040100811102000015869.